# David Heinrich Hoppe

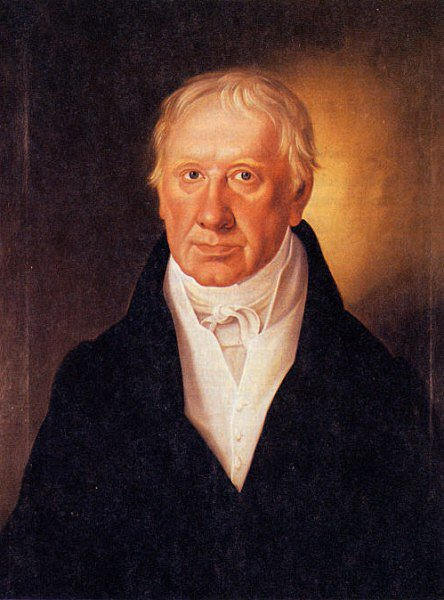
David Heinrich Hoppe

David Heinrich Hoppe, auch genannt, bzw. geschrieben David Henri oder David Henry Hoppe, (* 15. Dezember 1760 in Vilsen; † 1. August 1846 in Regensburg) war ein deutscher Arzt, Botaniker und Apotheker, sowie Insektenkundler. Sein offizielles botanisches Autorenkürzel lautet „Hoppe“.

## Leben
Hoppe wurde als jüngstes von 16 Kindern des Kauf- und Handelsmannes Arend Hoppe und dessen Ehefrau Elisabeth, einer Diepholzer Apothekertochter, geboren. Seine Geschwister nahmen ihn schon früh mit zur Schule, so dass er schon mit vier Jahren lesen und „deklamieren“ konnte. Er besuchte die Lateinschule in Hoya und erlernte anschließend die Pharmazie in der Königlichen Hofapotheke Celle. Als Apothekergehilfe kam er über Hamburg, Celle Halle, Wolfenbüttel und Braunschweig 1786 nach Regensburg, wo er eine Anstellung fand in der Elefantenapotheke, die ihm als die beste der sechs Apotheken in Regensburg und sogar als die beste Apotheke im heiligen römischen Reich empfohlen worden war. Im Umfeld von Regensburg eröffnete ihm die Donau- und Jura-Flora ein reiches Feld für geplante Tätigkeiten als Forscher auf dem Gebiet der Botanik. Besonders reizvoll war auch die Nähe der Alpen mit ihrer Flora, denn auch diese Gegend war für ihn von Regensburg aus erreichbar wegen der großzügigen Freizeitregelungen an der Elefantenapotheke, die ihm ausgedehnte Exkursionen möglich machten. Auf den Exkursionen im Umfeld von Regensburg wurde er begleitet von Charles Jeunet Duval und dessen Freund Franz Gabriel von Bray. Wie Hoppe waren beide auch stark botanisch interessiert und schätzten die Flora in der Umgebung von Regensburg als so bedeutend ein, dass Regensburg aus botanischer Sicht sogar berühmt werden könnte. Diese Meinungen bestärkten Hoppe, seinen Plan zur Gründung einer botanischen Gesellschaft zu verwirklichen, so wie es im Mai 1790 dann auch geschah.
1795 schloss Hoppe mit dem Doktorexamen ein Medizinstudium in Erlangen ab, das er begonnen hatte, weil ihm der Beruf als Apotheker zu wenig Aussichten bot. Wieder in Regensburg eröffnete Hoppe nur für kurze Zeit eine Praxis, blieb dann aber der Botanik als seiner Leidenschaft treu und nahm 1803 eine Professur für Botanik an der Philosophisch-theologischen Hochschule in Regensburg an, die ihm vom neuen Landesherren des Fürstentums Regensburg Karl Theodor von Dalberg angeboten worden war. Sein Wohnhaus in der heutigen Maximilianstraße 29 wurde 1809 im Verlauf der Schlacht bei Regensburg völlig zerstört. Nach dem Wiederaufbau soll Hoppe bis zu seinem Tod dort im neuen Haus weiterhin gewohnt haben.
Bereits 1798 hatte Hoppe erstmals Salzburg besucht, um auf dem Untersberg zu botanisieren. Bis 1843 besuchte er diese Region mit nur wenigen Ausnahmen jährlich immer wieder. Er legte Herbarien an, versandte die gesammelten Prachtexemplare an Fachkollegen und erwarb sich große Verdienste um die Erforschung der Alpenflora. Auf den Tag genau drei Jahre vor seinem Tod hatte Hoppe das letzte Mal den Salzburger Hochthron bestiegen.

## Wirken

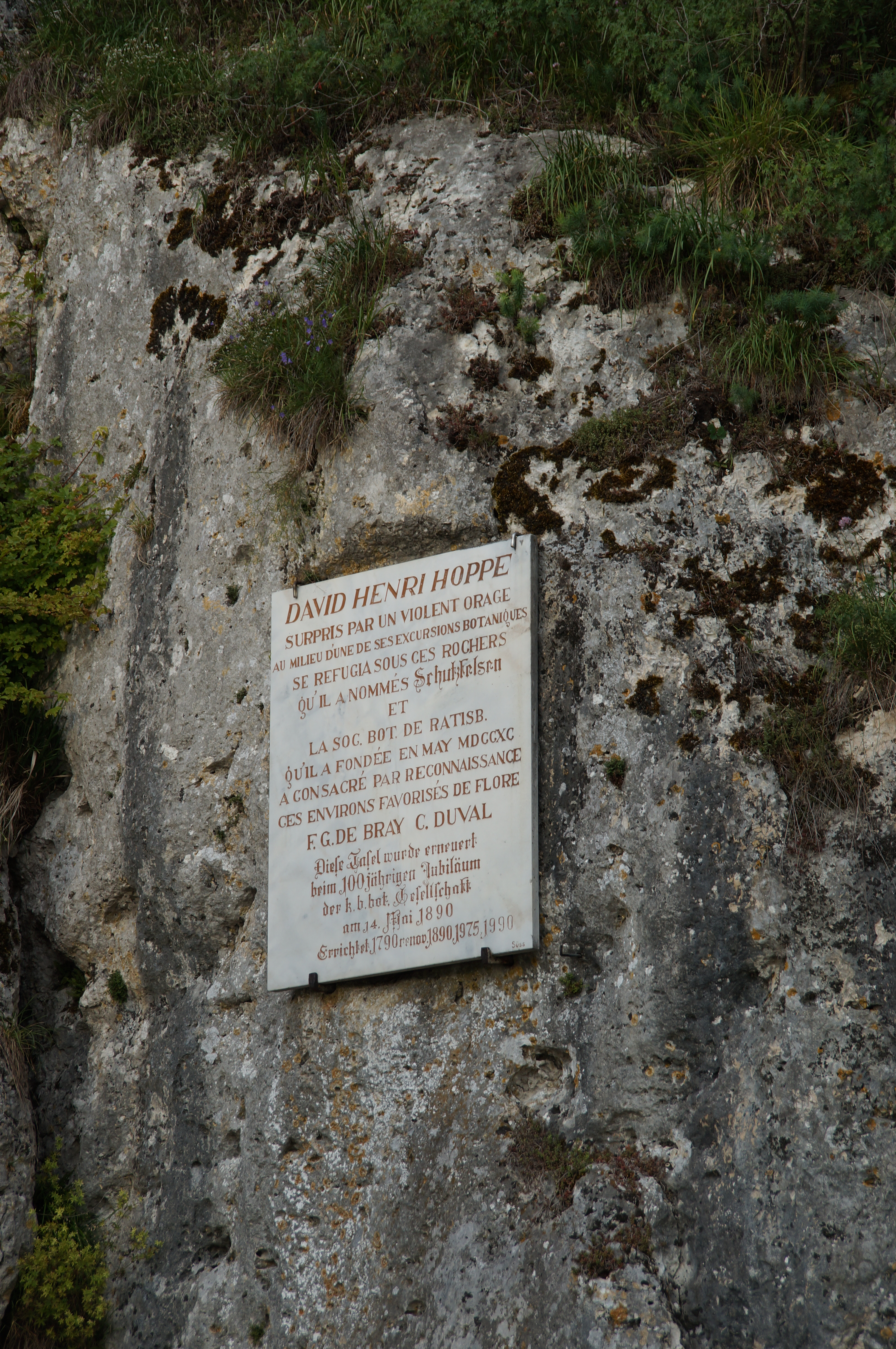
Gedenktafel am Schutzfelsen Pentling

Hoppe gründete am 14. Mai 1790 mit der Regensburgischen Botanischen Gesellschaft die erste botanische Gesellschaft in Bayern, die älteste noch existierende botanische Gesellschaft der Welt. Von 1812 bis zu seinem Tode 1846 war er Direktor und Vorsitzender dieser Gesellschaft.
Von 1790 bis 1804 veröffentlichte Hoppe sein Botanisches Taschenbuch, das von 1805 bis 1811 als Neues Botanisches Taschenbuch erschien, und außerdem unter der Herausgeberschaft der Botanischen Gesellschaft in Regensburg, auch die Botanische Zeitung (Jg. 1–6, 1802–1807).
Von 1818 bis 1834 war Hoppe alleiniger und von 1834 bis 1842 zusammen mit August Emanuel Fürnrohr Schriftleiter der wissenschaftlichen Zeitschrift Flora oder Botanische Zeitung. Zeitweilig war Hoppe auch Schriftleiter der Denkschriften der Regensburgischen Botanischen Gesellschaft, deren Bezeichnung ab Band 29 [1971]: Hoppea war. Neben den Aktivitäten von Hoppe bekräftigten auch die schriftstellerischen Aktivitäten vieler Vereinsmitglieder den Ruf der Gesellschaft als führend auf dem Gebiet der Botanik. Nicht sehr erfolgreich war Hoppe mit an die Mitglieder gestellten Preisaufgaben zu pflanzengeographischen Fragen. Auch die Verbreitung neuer Erkenntnisse unter den Apothekern machte keine Fortschritte. Grund dafür war die anfänglich dauerhaft schlechte finanzielle Lage der Gesellschaft, die dazu führte, dass der Vereinsvorstand vor kostenträchtigen Aufgabenstellungen mit hohen Belohnungsversprechungen für die Mitglieder zurückschreckte. Das änderte sich erst nach 1803, als mit Fürstprimas Karl Theodor von Dalberg ein Mäzen als neuer Landesherr im Fürstentum Regensburg vorhanden war, dem die Finanzierung und Unterstützung des Botanischen Vereins ein besonderes Anliegen war.
Im Jahr 1820 wurde Hoppe zum Mitglied der Akademie der Naturforscher Leopoldina gewählt.
Der Arzt, Politiker und Unternehmer Justus Erich Bollmann war der Sohn seiner Schwester Amalia.

## Aufenthalte in Heiligenblut am Großglockner
Seine Aufenthalte in Heiligenblut sind hier zeitlich nach den Quellen wiedergegeben.
- 1802: Für drei Wochen im Sommer 1802.
- 1813: Gemeinsam mit Pichler betrat er die Gamsgrube.
- 1833: In diesem Jahr übernachtete er im Freien in der Gamsgrube.
- 1841: Letzter Aufenthalt.

## Entdeckungen am Großglockner
- 1798: Er fand gemeinsam mit H. G. Flörke die Eriophorum Scheuchzeri.
- 1798: Er fand gemeinsam mit H. G. Flörke die Sesleria ovata.
- 1798: Er fand gemeinsam mit H. G. Flörke die Polytrichum sexangulare.
- 1802: Er fand das Flörke’sche Pedicularis asplenifolia wieder.
- 1813: fand er Braya alpina brevicaule.[5]

## Veröffentlichungen
- Ectypa plantarum ratisbonensium, oder Abdrücke derjenigen Pflanzen, welche um Regensburg wild wachsen. Regensburg 1787–1793.
- Enumeratio Insectorum Elytratorum Circa Erlangam Indigenarum Observationibus Iconibusque Illustrata. Erlangen 1795.
- Botanische Reise nach einigen Salzburgischen, Kärnthnerischen und Tirolischen Alpen 1799. Bot. Taschenbuch f. 1799, 1800. Zahlreiche weitere Reiseberichte und Korrespondenzen ebenda 1801—3 und in Flora, Bot. Zeitung 1802—1811.
- Gemeinsam mit H. G. Flörke: Über die Abstufungen der Vegetation im Salzburgischen Gebirge. Hoppes Bot. Taschenbuch, 1800.

## Ehrungen
- Ihm zu Ehren wurde die Gattung Hoppea Willd. (gehört zur Tribus Chironieae (G.Don) Endlicher) der Pflanzenfamilie der Enziangewächse (Gentianaceae) benannt.[6]
- Die sog. Denkschriften der Regensburgischen Botanischen Gesellschaft, bei denen Hoppe zeitweilig die Schriftleitung innehatte, tragen seit 1971 (ab Band 29) die Bezeichnung Hoppea.
- Zu Ehren von David Heinrich Hoppe, der in (Bruchhausen-)Vilsen geboren wurde und dessen Wirken von überregionaler Bedeutung war und ist, befindet sich im Kurpark Bruchhausen-Vilsen eine bronzene Gedenktafel (Größe: 55 cm × 90 cm). Sie trägt folgenden Text:

Dr. med. David Heinrich Hoppe / geb. 15.12.1760 in Vilsen / gest. 1.8.1846 in Regensburg. / D. H. Hoppe gründete mit / gleichgesinnten Freunden / 1790 in Regensburg die 1. / „Botanische Gesellschaft“. / Der Botaniker, Apotheker / und Arzt D. H. Hoppe hat / mehr als 200 Pflanzenarten / erstmalig beschrieben und / ihnen ihre wissenschaft- / lichen Namen gegeben.
- Eine Straße in Bruchhausen-Vilsen, die direkt nördlich der Kleinbahn Bruchhausen-Vilsen – Asendorf und etwa parallel zur Straße „Am Bürgerpark“ verläuft, trägt die Bezeichnung „David-Hoppe-Weg“.
- Auch eine Straße in Regensburg wurde nach ihm benannt: Die Hoppe-Straße im Stadtteil Innerer Westen.[7]
- Im Naturschutzgebiet Max-Schultze-Steig am westlichen Stadtrand von Regensburg ist nach ihm der Hoppe-Felsen benannt. Dort gründete er mit Charles Francois Jeunet Duval und Franz Gabriel de Bray 1790 die „Königlich bayerische botanische Gesellschaft“, heute „Regensburgische botanische Gesellschaft von 1790 e. V.“, die älteste bestehende botanische Gesellschaft weltweit.